# يوتا ميشيما
يوتا ميشيما (باليابانية: 三島 勇太) (مواليد 10 مايو 1994)، هو لاعب كرة قدم ياباني سابق كان يلعب كمدافع.

## وصلات خارجية
- يوتا ميشيما على موقع رابطة كرة القدم اليابانية للمحترفين (اليابانية)
- يوتا ميشيما على موقع قاعدة بيانات كرة القدم.إي يو (الإنجليزية)
- يوتا ميشيما على موقع Soccerway.com (الإنجليزية)
- يوتا ميشيما على موقع عالم كرة القدم.نت (الإنجليزية)